# 中村清二

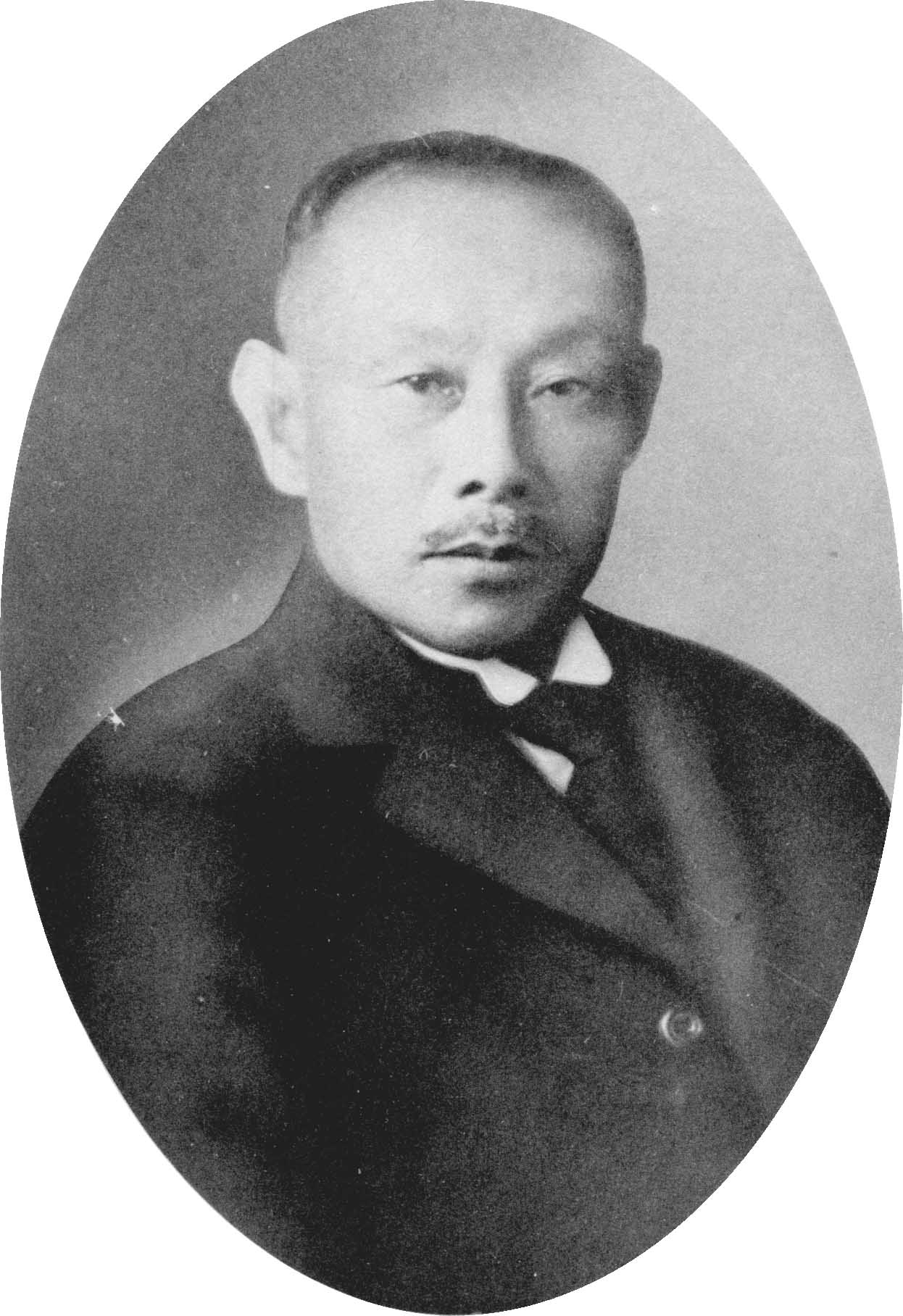
中村清二

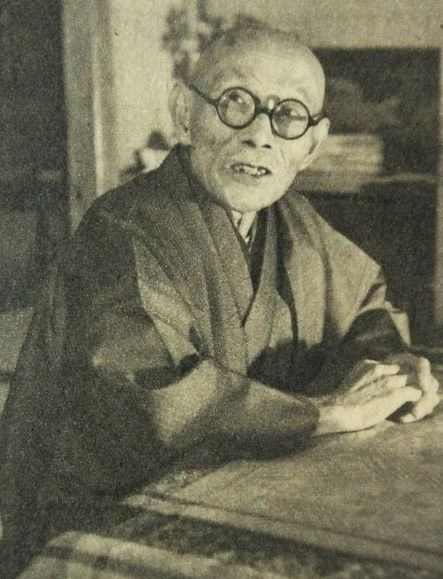
1953年

中村 清二（なかむら せいじ、明治2年9月24日〈1869年10月28日〉 - 1960年〈昭和35年〉7月18日）は日本の物理学者。位階および勲等は正三位・勲一等。

## 研究活動
光学、地球物理学の研究で知られ、光弾性実験、色消しプリズムの最小偏角研究などを行なった。地球物理学の分野では三原山の大正噴火を機に火山学にも興味を持ち、三原山や浅間山の研究体制の整備に与力している。また、精力的に執筆した物理の教科書や、長きに亘り東京大学で講義した実験物理学は日本における物理学発展の基礎となった。1925年に創刊された理科年表には、物理部の監修者として名を連ねている。
定年後は八代海の不知火や魔鏡の研究を行なった。

## 人柄など
- 妻との間に二男二女が生まれた。作家の中村正常は兄である農林技師中村留二の子で、三原山の調査に同行したこともある。正常の長女が女優の中村メイコ。
- 旅行が趣味であり、90歳で亡くなる1ヵ月前にも長男正清らと飛騨高山、淡路島などを巡っている。島嶼を好み、台湾、樺太、満州、朝鮮半島などを訪れた。特に伊豆大島を好み、別荘を大島町に寄付している。
- 読書家でもあり、ウマル・ハイヤームの詩を原文で読むためペルシア語を独学したり、伊勢物語に傾倒したりした。

## 略歴
- 1869年10月28日（明治2年9月24日）、福井県鯖江町（現・鯖江市）に旧鯖江藩士中村正徳の四男として生まれる。父正徳は木村太平の二男。
- 1892年（明治25年）7月10日、理科大学（現・東京大学理学部）物理学科を卒業。在学中は田中舘愛橘に学ぶ。
- 1895年（明治28年）12月3日、旧制第一高等学校教授に就任。
- 1900年（明治33年）4月20日、東京帝國大学理科大学助教授となる。
- 1903年（明治36年）2月23日からドイツに留学。
- 1906年（明治39年）7月3日に帰国。
- 1907年（明治40年）5月5日付で理学博士の学位を取得。
- 1911年（明治44年）11月28日、東京帝國大学理科大学教授に就任。
- 1924年（大正13年）6月27日付で帝国学士院（現・日本学士院）会員になる。
- 1929年（昭和4年）6月2日、東京帝國大学名誉教授となる。
- 1953年（昭和28年）11月9日、文化功労者となる。
- 1960年（昭和35年）7月18日、過労のため没した。戒名は理證院清貫博道居士。墓所は東京都港区の青松寺。

## 栄典
- 1908年（明治41年）6月25日 - 勲六等瑞宝章[1]
- 1930年（昭5年）3月28日 - 従三位[2]

## 著作

### 単著
- 『最近物理学教科書』冨山房、1911年12月。 NCID BB04242749。全国書誌番号:40053732。
- 『普通物理学講義』 上巻、冨山房、1914年4月。 NCID BA37040221。全国書誌番号:43002177。
- 『結晶光学講義』現代之科学社〈現代科学叢書 第1編〉、1916年5月。 NCID BA84203784。全国書誌番号:43021720。
- 『レンズ収差論』東京砲兵工廠、1916年4月。 NCID BB19362223。全国書誌番号:43024740。
  - 『レンズ収差論』富岡正重改訂編集（改訂版）、宗高書房、1957年。 NCID BA37830701。全国書誌番号:62002573。
- 『大正十二年東京ノ火災ノ動態地図ニ就テ』貴族院事務局、1924年。 NCID BA65416198。全国書誌番号:21143085。
- 『大正十二年九月東京火災動態畧図』中村清二、1924年6月。全国書誌番号:21457642。
- 『一千九百二十三年九月東京に於ける大地震による大火災』東京帝国大学理学部会〈東京帝国大学理学部会パンフレツト 第2輯〉、1925年2月。 NCID BA37143869。全国書誌番号:43049496。
- 『自然と数理』古今書院、1931年4月。 NCID BN02954856。全国書誌番号:46092295。
- 『物理実験法』岩波書店〈岩波全書 23〉、1934年4月。 NCID BN06962335。全国書誌番号:46042538。
- 『消防物理』大日本消防協会〈消防叢書 第1編〉、1936年3月。 NCID BA68341007。全国書誌番号:44022930。
- 『見たり聞たり』古今書院、1936年3月。 NCID BN02954404。全国書誌番号:46073254。
- 『生活・科学・教育』河出書房、1938年9月。 NCID BN08018435。全国書誌番号:46060572。
- 『物理学周辺』河出書房、1938年10月。 NCID BN13891612。全国書誌番号:46070927。
- 『物理実験者の心得』河出書房〈科学新書 33〉、1942年3月。 NCID BN03926120。全国書誌番号:46015305。
- 『田中館愛橘先生』中央公論社、1943年4月。 NCID BN06671842。全国書誌番号:46006635。
- 『硬と軟』要書房、1947年1月。 NCID BA30088208。全国書誌番号:46014941。
- 『松森胤保 幕末明治の隠れたる科学者』自文社、1947年5月。 NCID BN07088683。全国書誌番号:51010213。
- 『体験の物理』 上巻、河出書房、1951年4月。 NCID BN02969922。全国書誌番号:51002953。
- 『体験の物理』 中巻、河出書房、1951年8月。 NCID BN02969922。全国書誌番号:51007756。
- 『体験の物理』 下巻、河出書房、1951年9月。 NCID BN02969922。全国書誌番号:51007296。
- 『一般物理学』 上巻、冨山房、1956年。 NCID BN08457479。全国書誌番号:56007661。
- 『一般物理学』 下巻、冨山房、1956年。 NCID BN08457479。全国書誌番号:56009253。

### 編集
- 『近世物理学教科書』冨山房、1899年4月。 NCID BA50190750。全国書誌番号:40053714。

### 翻訳
- ワールブルヒ『実験物理学』冨山房、1902年3月。 NCID BN14359984。全国書誌番号:40053748。

### 校閲
- 和田猪三郎『近世理化示教』大幸勇吉・中村清二校閲、冨山房、1900年3月。全国書誌番号:40051020。
- 田辺尚雄『実用大物理学講義』 第1巻、内田老鶴圃、1911年5月。 NCID BN15431464。全国書誌番号:40053750。

### 監修
- 『物理実験学』 第1-12巻・別巻、河出書房、1939年-1940年。 NCID BN06648104。全国書誌番号:46015300。